# Некрасова Ірина Сергіївна
Ірина Некрасова  (рос. Ирина Некрасова, 1 березня 1988) — казахська важкоатлетка.

## Виступи на Олімпіадах
| Олімпіада  | Дисципліна | Місце                     |
| ---------- | ---------- | ------------------------- |
| Пекін 2008 | до 63 кг   | ( Срібло) дискваліфікація |

Перевірка зразків Ірини Некрасової з Пекіна 2008 року призвела до позитивного результату на заборонену речовину — станозолол. Рішенням дисциплінарної комісії Міжнародного олімпійського комітету від 17 листопада 2016 року в числі інших 16 спортсменів вона була дискваліфікована з Олімпійських ігор в Пекіні 2008 року і позбавлена срібної олімпійської медалі.